# Alessandro Bettoni Cazzago
Pour les articles homonymes, voir Bettoni (homonymie).
Alessandro Bettoni Cazzago (né le 7 novembre 1892 à Brescia et mort le 28 avril 1951  à Rome) est un cavalier, militaire de carrière italien, qui a participé aux Jeux olympiques d'Amsterdam en 1928 et aux Jeux olympiques de Londres en 1948.